# Macaco de Siberut
El macaco de Siberut (Macaca siberu) és una espècie vulnerable de macaco que és endèmic de l'illa Siberut (Indonèsia). Anteriorment es creia que era coespecífic amb M. pagensis (que té un aspecte més pàl·lid), però aquesta classificació és polifilètica. En el passat, ambdós foren considerats subespècies de M. nemestrina.